# George K. Miley
George Kildare Miley (Dublin, 15 maart 1942) is een Iers-Nederlandse sterrenkundige. Hij is emeritus hoogleraar aan de Universiteit Leiden, een van de bedenkers van de LOFAR-radiotelescoop en een van de initiatiefnemers van Universe Awareness, een internationaal programma voor sterrenkunde gericht op jonge kinderen in achterstandssituaties.

## Opleiding en carrière
Miley behaalde zijn bachelordiploma in de natuurkunde in 1963 aan het University College Dublin. In 1968 promoveerde hij in de radioastronomie aan de Universiteit van Manchester. De titel van zijn proefschrift was Measurements on discrete radio sources with long baseline interferometers at three frequencies. Daarna werd hij onderzoeksmedewerker en assistent-wetenschapper bij het National Radio Astronomy Observatory in de Verenigde Staten. In 1970 verhuisde Miley naar de Sterrewacht Leiden. Hij werd hoogleraar in Leiden in 1998. Van 1996 tot 2003 was hij directeur van de sterrenkunde-afdeling.
Tijdens zijn verblijf in Leiden was hij meerdere malen voor korte of langere tijd bezoekend wetenschapper aan instituten in de Verenigde Staten. Hij ging onder andere naar het Lick-observatorium (1977-1978), het Jet Propulsion Laboratory (1981-1982), het Space Telescope Science Institute (1984-1988) en de Johns Hopkins-universiteit. Van 2006 tot 2012 was hij vicepresident van de Internationale Astronomische Unie.

## Onderzoek
Het onderzoek van George Miley was in het begin gericht op de radioastronomie en later ook op infraroodastronomie. Tijdens zijn promotieonderzoek was Miley bezig met het ontwikkelen van very-long-baseline interferometry waarmee radiotelescopen aan elkaar gekoppeld worden tot een grote virtuele telescoop. Eenmaal in Nederland deed Miley onderzoek met de Westerbork Synthese Radio Telescoop. Daarna gebruikte hij onder andere de IRAS-satelliet voor infraroodwaarnemingen. In 1997 schreef hij als bestuurslid van ASTRON een voorstel voor een nieuw soort radiotelescoop die zou moeten bestaan uit duizenden relatief simpele antennes verspreid over Europa: LOFAR.

## Educatie en ontwikkelingswerk
In 2004 startte Miley een educatieprogramma om jonge kinderen te inspireren met behulp van sterrenkunde. Dat programma groeide uit tot  Universe Awareness. Tijdens zijn vicepresidentschap van de Internationale Astronomische Unie schreef Miley mee aan het strategische plan Astronomy for Development 2010-2020. Onderdeel van het plan is het Office of Astronomy for Development in het Zuid-Afrikaanse Kaapstad.

## Prijzen en onderscheidingen (selectie)
- 1998 KNAW-lid[5]
- 2003 Planetoïde 6202 Georgemiley[6]
- 2003 KNAW Akademiehoogleraar (tot 2008)
- 2006 Vice-President van de Internationale Astronomische Unie[7] (tot 2012)
- 2012 Ridder in de Orde van de Nederlandse Leeuw[8]
- 2012 Honorary Fellow, Royal Astronomical Society[9]
- 2017 Eredoctoraat Trinity College Dublin[10]